# Idaea atrorubra
Idaea atrorubra là một loài bướm đêm trong họ Geometridae.